# Форум Global Ukrainians
Форум Global Ukrainians — конференція, організатором якої є міжнародна громадська організація Global Ukraine, що об'єднує мережу молодих високоосвічених українських лідерів-експатів з глобальним мисленням, які мають міжнародний досвід. Ініціатором та співзасновником Форуму Global Ukrainians була Віолета Москалу.

## Історія
Ідея виникла під час Євромайдану, перші робочі зустрічі відбулися в офісі РПР (Реанімаційного Пакету Реформ) у серпні-вересні 2014.
В лютому 2015 офіційно зареєстрована у м. Києві ГО «Global Ukraine».
Реальні та віртуальні робочі зустрічі різних засновників нових постмайданних волонтерських рухів в Україні, ЄС, США, Канаді, Японії
та Австралії відбулися в березні-травні 2015.
Перша офіційна зустріч української частини ініціативного комітету відбулася 4 червня 2015 року в офісі РПР.
Перший робочий з’їзд Форуму Global Ukrainians відбувся під гаслом «Глобалізація, виклики та нові можливості для України» за підтримки Фонду Відродження 10-12 липня 2015 року в Українському Домі у Києві. За результатами I Форуму, ініціативний комітет та співкоординатори сесій консолідували спільне бачення стратегії народної культурної та бізнес-дипломатії, яке було публічно представлене на II Форумі Global Ukrainians 31 жовтня 2015 року у Києво-Могилянській бізнес-школі.
15-16 липня 2016 у Києві відбудеться ІІІ Форум Global Ukrainians, який об’єднає українських експатів, лідерів бізнесу, культури, науки, міжнародних журналістів, делегатів від дипломатичних представництв іноземних держав в Україні, діячів соціальної сфери та громадських організацій.
Мета ІІІ Форуму Global Ukrainians - оформлення стратегічних та практичних рекомендацій щодо підвищення ефективності просування інтересів України у Світі які будуть направлені до Уряду та профільних Міністерств (МЗС, Мінкультури, МЕРТ, МОН, Мін. Інформ. Політики), публічне обговорення результатів першого року діяльності мережі Global Ukrainians та розробка спільного плану дій на 2016-2017.
Global Ukrainians презентуватимуть першу спільну ініціативу мережі — глобальне інформаційне агентство Global Ukraine News і запускатимуть пілотний проект Global Ukraine Business Hub.